# 瑞鳳殿
瑞鳳殿（ずいほうでん）は、宮城県仙台市青葉区霊屋下にある仙台藩祖伊達政宗の霊廟である。広瀬川の蛇行部を挟んで、仙台城の本丸跡と向かい合う経ヶ峯に位置する。元々あった建物は戦災で焼失したが、戦後に復元された。
瑞鳳殿の周辺には伊達忠宗の霊廟である感仙殿（かんせんでん）、伊達綱宗の霊廟である善応殿（ぜんのうでん）、妙雲界廟（みょううんかいびょう）、御子様御廟（おこさまごびょう）といった伊達氏に関連する霊廟や付属施設があり、一帯が「経ヶ峯伊達家墓所」として仙台市指定史跡となっている。また、瑞鳳寺が隣接する。

## 関連施設とその概要

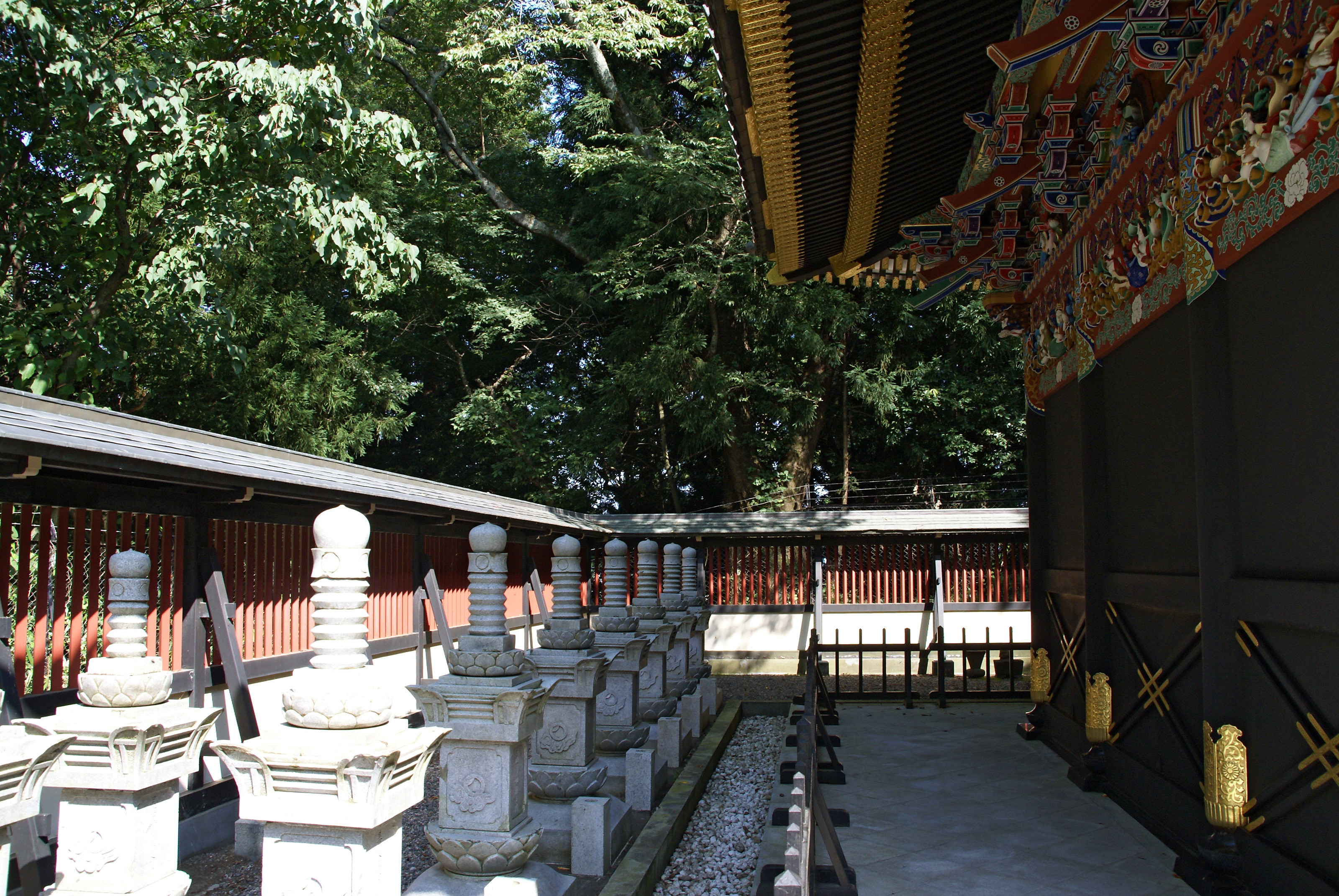
瑞鳳殿の脇にある、殉死した家臣・陪臣の宝篋印塔

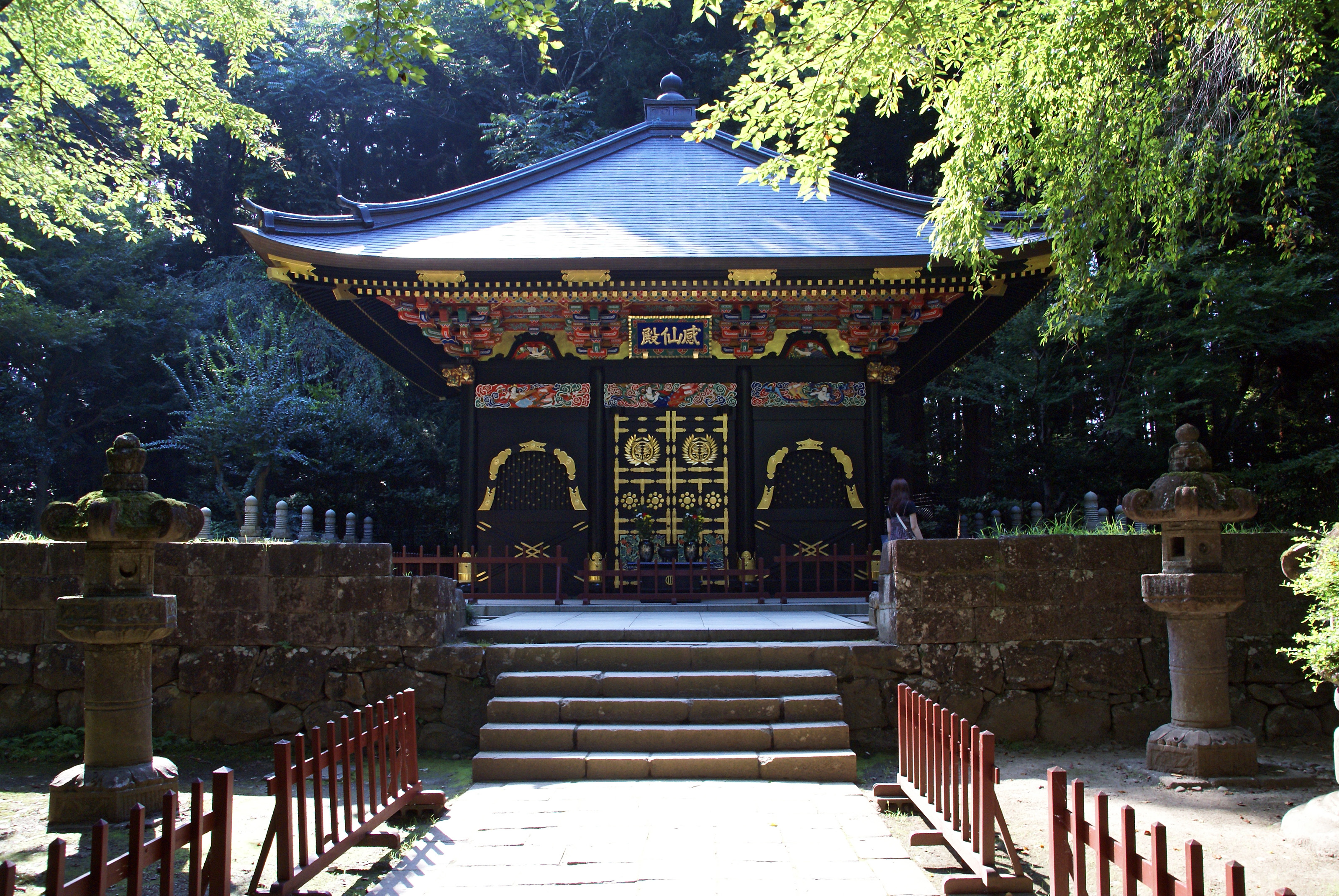
二代忠宗廟「感仙殿」

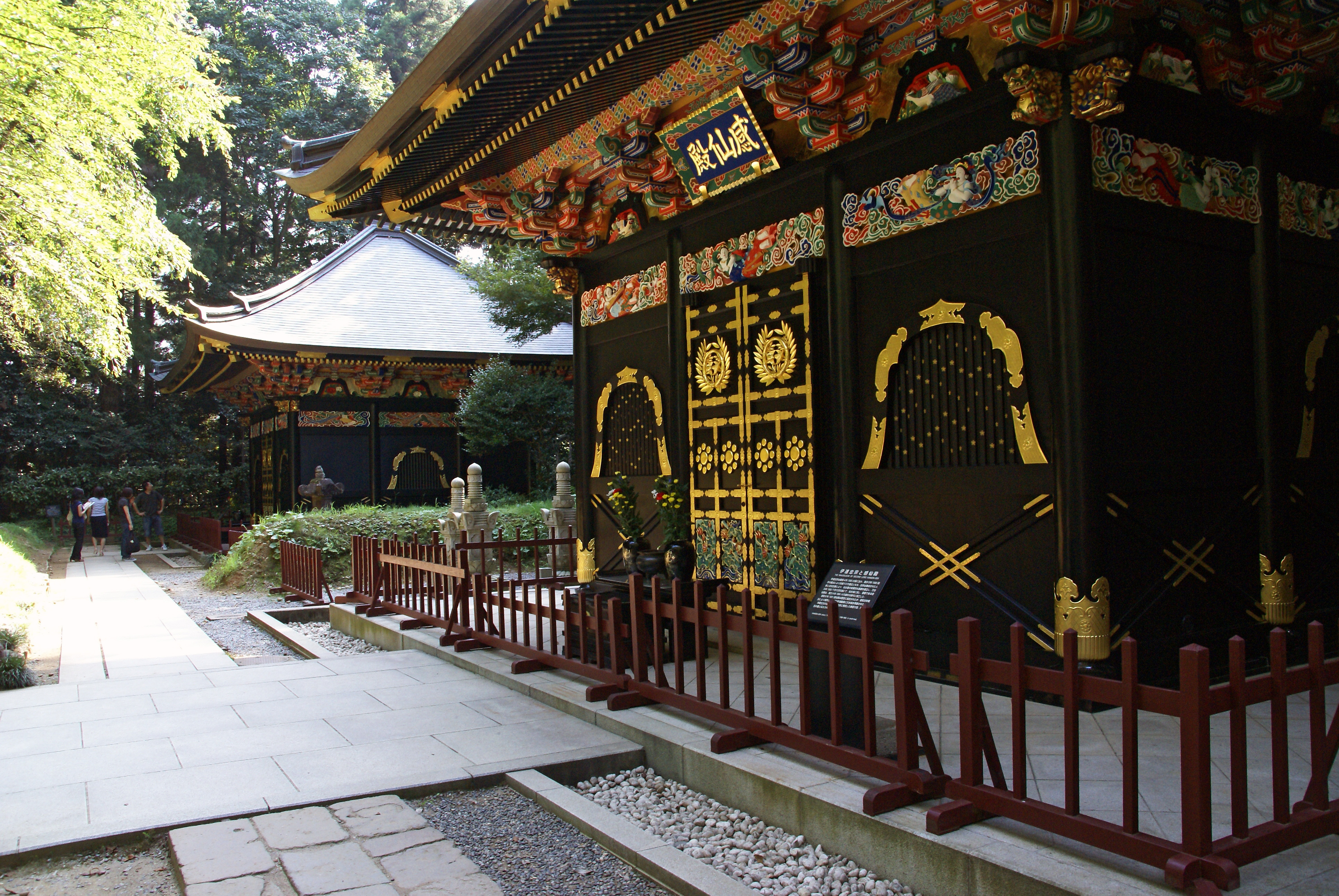
三代綱宗廟「善応殿」（写真左）と二代忠宗廟「感仙殿」（写真右）

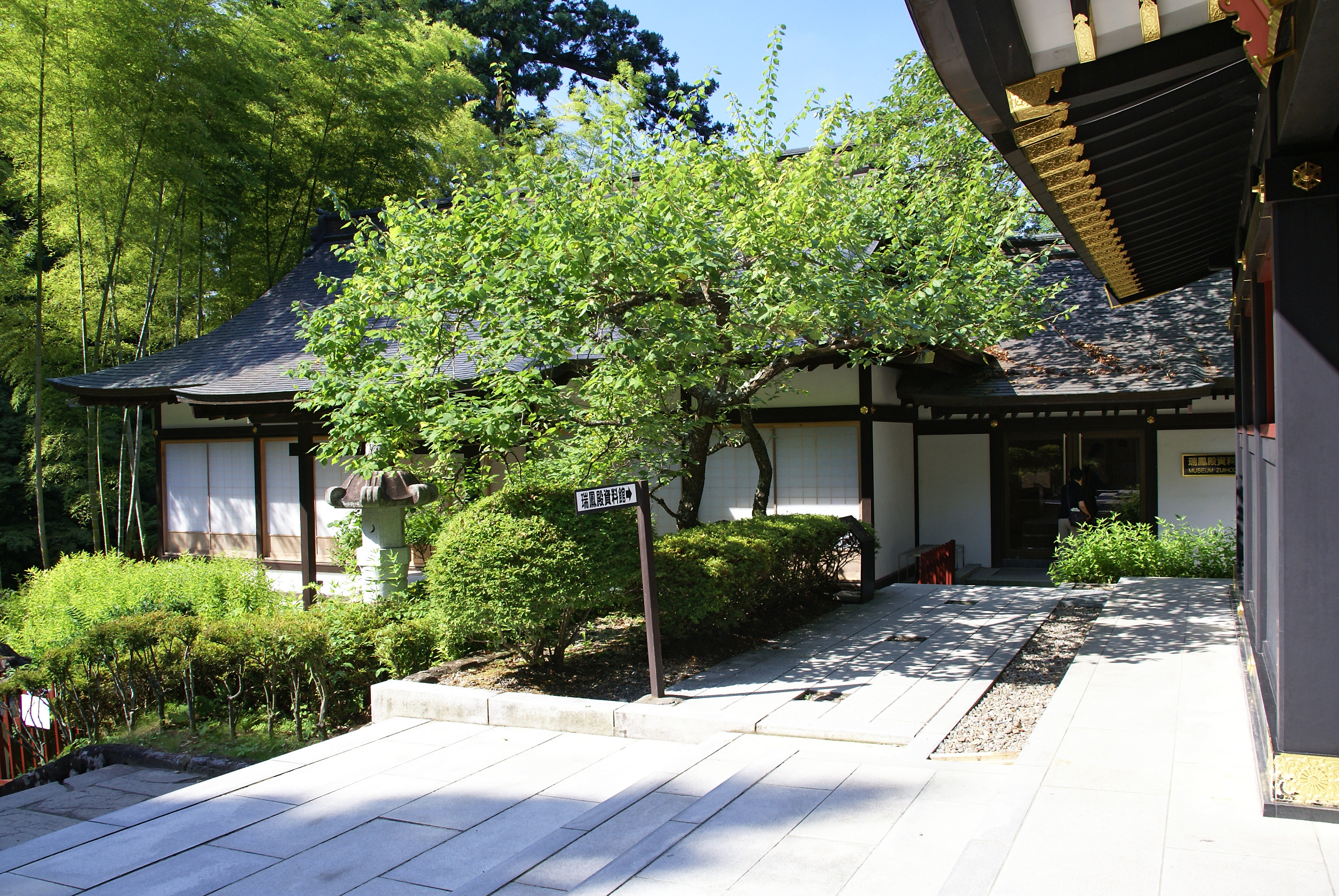
瑞鳳殿資料館

瑞鳳殿
藩祖政宗廟。本殿両脇には、殉死した家臣15名および陪臣5名の宝篋印塔が並ぶ。（北緯38度15分1.6秒 東経140度52分0.1秒 / 北緯38.250444度 東経140.866694度）
感仙殿
二代忠宗廟。本殿両脇には、殉死した家臣12名および陪臣4名の宝篋印塔が並ぶ。（北緯38度15分3秒 東経140度51分53.3秒 / 北緯38.25083度 東経140.864806度）
善応殿
三代綱宗廟。殉死禁止令により殉死者は無かったが、替わって14名の家臣が剃髪して百日間の弔いを行った。うち1人が出家し、没後に遺骸が善応殿の南側に埋葬された。（北緯38度15分2.3秒 東経140度51分53.3秒 / 北緯38.250639度 東経140.864806度）
妙雲界廟
9代周宗の墓、11代斉義の墓、斉義の妻・芝姫（あつひめ）の墓。（北緯38度15分3.7秒 東経140度51分53.3秒 / 北緯38.251028度 東経140.864806度）
御子様御廟
5代吉村以降の藩主の夭折した子女の墓。（北緯38度15分5.5秒 東経140度51分52.4秒 / 北緯38.251528度 東経140.864556度）
瑞鳳殿資料館
瑞鳳殿の付属施設だった御供所が再建されて資料館として利用されている。（北緯38度15分2.3秒 東経140度51分58.9秒 / 北緯38.250639度 東経140.866361度）
弔魂碑
戊辰戦争で亡くなった仙台藩士1260人の慰霊碑。高さ6.74メートル、鋳鉄製。仙台市所有。

## 歴史
仙台藩初代藩主の伊達政宗は、生前ホトトギスの初音を聞き遺骸を経ヶ峯に葬るよう遺言し、1636年（寛永13年）に没した。政宗の後を継いだ第2代藩主の忠宗は政宗の遺言に従い、翌1637年（寛永14年）10月、政宗の御霊屋（おたまや、霊廟）を経ヶ峯の東部に建立して「瑞鳳殿」と命名した。瑞鳳殿は、本殿、拝殿、唐門、御供所、涅槃門からなり、桃山文化の華麗な建築を誇った。また瑞鳳殿は仙台城本丸を向くように西向きで造られた。瑞鳳殿の建築には、総奉行として奥山大学常吉、大工として米野内蔵助近吉、山内四郎兵衛貞次、装飾担当として絵師の狩野定良、中村清六常長らが関わった。同年、瑞鳳殿の隣接地に政宗の菩提寺として「瑞鳳寺」（北緯38度15分5.4秒 東経140度51分59.9秒 / 北緯38.251500度 東経140.866639度）が創建され、仙台藩領内の平泉の毛越寺より遷された釈迦三尊像が本尊となった。
その後、第2代藩主の忠宗を祀る「感仙殿」、および第3代藩主である綱宗の「善応殿」が共に経ヶ峯の西部に建立された。両者は瑞鳳殿と相対するように東向きで造られた。第4代以降の藩主は、経ヶ峯から南東方向にある大年寺山の墓所（北緯38度14分25.9秒 東経140度52分46.8秒 / 北緯38.240528度 東経140.879667度）に埋葬されたが、第9代藩主である周宗、第11代藩主である斉義と斉義夫人芝姫の墓は、瑞鳳殿近くの「妙雲界廟」に置かれた。
1931年（昭和6年）に瑞鳳殿は国宝に指定されたが、第二次世界大戦末期の1945年（昭和20年）7月10日にアメリカ軍による戦略爆撃（仙台空襲）によって、瑞鳳殿、感仙殿、善応殿はすべて焼失した。
戦中や戦後の仙台では、空襲による樹木の焼失に加え、食料不足、エネルギー不足、住宅不足から市街地周囲の森林が伐採され、薪、炭や木造住宅資材にされたり、開拓して農地や住宅地へ転用されたりする例が多くみられた。仙台市は歴史的建造物が焼失したものの樹木の伐採は逃れた経ヶ峯の保存を期し、1951年（昭和26年）から1952年（昭和27年）にかけて、買収および寄付により瑞鳳殿一帯の所有権を伊達家から得た。それからしばらく整備などは行われなかったが、政宗生誕400周年に当たる昭和40年代になると、瑞鳳殿再建の機運が高まった。
埋れ木細工の材料採取や木桶風呂（鉄砲風呂）の燃料採掘のため、経ヶ峯を含む青葉山段丘では幕末から亜炭坑道が発達したため、瑞鳳殿址でも至る所が陥没する鉱害が発生していた。そのため、臨時石炭鉱害復旧法に基き、1969年（昭和44年）から1971年（昭和46年）にかけて瑞鳳殿址の地盤安定化工事が施工された。また、瑞鳳殿再建工事に先立ち、経ヶ峯は「霊屋風致地区」および「霊屋保存緑地」に指定された。
1971年（昭和46年）に再建準備会が立ち上げられ、1973年（昭和48年）に再建期成会が結成された。1974年（昭和49年）に再建の起工式が行われ、併せて瑞鳳殿址の発掘調査が行われ、政宗の遺骨や副葬品などが出土した。1979年（昭和54年）に瑞鳳殿の本殿、拝殿、涅槃門、御供所が竣工し、1980年（昭和55年）に御供所が瑞鳳殿資料館として開館した。1984年（昭和59年）には感仙殿および善応殿が再建され、翌年に再建落成式が行われた。
1987年（昭和62年）、NHK大河ドラマ『独眼竜政宗』が放送されると「政宗ブーム」が起きた。仙台には大勢の観光客が訪れ、瑞鳳殿は観光地の一つとなった。

### 年表
- 1601年1月28日（慶長5年12月24日） - 青葉山で仙台城の建設が開始され、城下町の建設も開始された。このとき、仙台城建設地にあった大満寺、虚空蔵堂、千躰堂（→千代→仙台の名の由来）は経ヶ峯に遷座した[10]。
- 1636年6月27日（寛永13年5月24日） - 伊達政宗（仙台藩初代藩主）が江戸・外桜田屋敷（東京都千代田区・日比谷公園野外音楽堂付近）にて死去[11]。仙台に移送され、北山五山の覚範寺に埋葬。
- 1636年10月（寛永13年9月） - 工費30万両を以って「瑞鳳殿」の建設開始。
- 1637年12月10日（寛永14年10月24日） - 政宗の霊廟「瑞鳳殿」落成。「瑞鳳寺」創建。
- 1658年8月10日（万治元年7月12日） - 伊達忠宗（仙台藩第2代藩主）死去。
- 1659年（万治2年） - 忠宗の遺言に従い、経ヶ峯の「瑞鳳殿」隣接地に忠宗の霊廟を建設することになり、原田甲斐宗輔が普請奉行となった[10]。建設地は大満寺、虚空蔵堂、千躰堂がある地が選定され、三者は愛宕山に遷座した[10]。
- 1664年（寛文4年） - 忠宗の霊廟「感仙殿」落成。
- 1711年7月19日（正徳元年6月4日） - 伊達綱宗（仙台藩第3代藩主）が江戸・品川屋敷で死去。
- 1716年（享保元年） - 綱宗の霊廟「善應殿」落成。
- 1868年（明治元年） - 戊辰戦争で仙台藩が敗戦。「感仙殿」が本堂を残して取り壊された。
- 1871年8月29日（明治4年7月14日） - 廃藩置県
- 1877年（明治10年） - 戊辰戦争で戦死した仙台藩士1,260人を慰霊するため「弔魂碑」建立。
- 1931年（昭和6年） - 「瑞鳳殿」を、付随する唐門、透塀、南廊下、拝殿、橋、御供所、繋廊下、涅槃門や「感仙殿」と共に旧国宝に指定。
- 1945年（昭和20年）7月10日 - 仙台空襲で焼失。
- 1951年（昭和26年）～1952年（昭和27年） - 当地の所有者である伊達家から、仙台市が買収および寄付により後の当園一帯を取得[7]。
- 1966年（昭和41年） - 住居表示が実施され、瑞鳳殿の住所が「仙台市霊屋下23-2」に変更[12]。
- 1969年（昭和44年）～1971年（昭和46年） - 臨時石炭鉱害復旧法に基き、瑞鳳殿址の地下にある旧亜炭坑道に石炭灰を水力充填する地盤安定化工事を常磐開発が施工[9]。
- 1970年（昭和45年）6月9日 - 都市計画決定により経ヶ峯が「霊屋風致地区」 (10.6ha) に指定[13][14]。
- 1973年（昭和48年）3月27日 - 「杜の都の環境をつくる条例」が制定され、経ヶ峯が「霊屋保存緑地」に指定[15][16]。
- 1973年（昭和48年）7月8日 - 藩祖伊達政宗公霊廟瑞鳳殿再建期成同盟会設立[17]。
- 1974年（昭和49年）9月28日 - 「広瀬川の清流を守る条例」が制定され、経ヶ峯は特別環境保全区域および水質保全区域に指定[18]。
- 1979年（昭和54年） - 「瑞鳳殿」再建（松井建設が再建工事を担当）。
- 1980年（昭和55年）2月 - 発掘調査の出土品を展示する目的で、唐門脇に「瑞鳳殿資料館」を開館。
- 1984年（昭和59年）7月21日 - 仙台市指定史跡「経ヶ峯伊達家墓所」として市指定文化財になる[1]。
- 1985年（昭和60年）5月25日 - 「感仙殿」および「善応殿」再建。「仙台・青葉まつり」復活。
- 1986年（昭和61年） - 政宗没後350年。仙台城三の丸で仙台市博物館が新築。
- 1987年（昭和62年）1月4日～12月13日 - NHK大河ドラマ『独眼竜政宗』が放送され、「政宗ブーム」が起きる。
- 1989年（平成元年）4月1日 - 仙台市の政令指定都市移行に伴って青葉区となり、当園の南縁が太白区との境界を形成することになる。

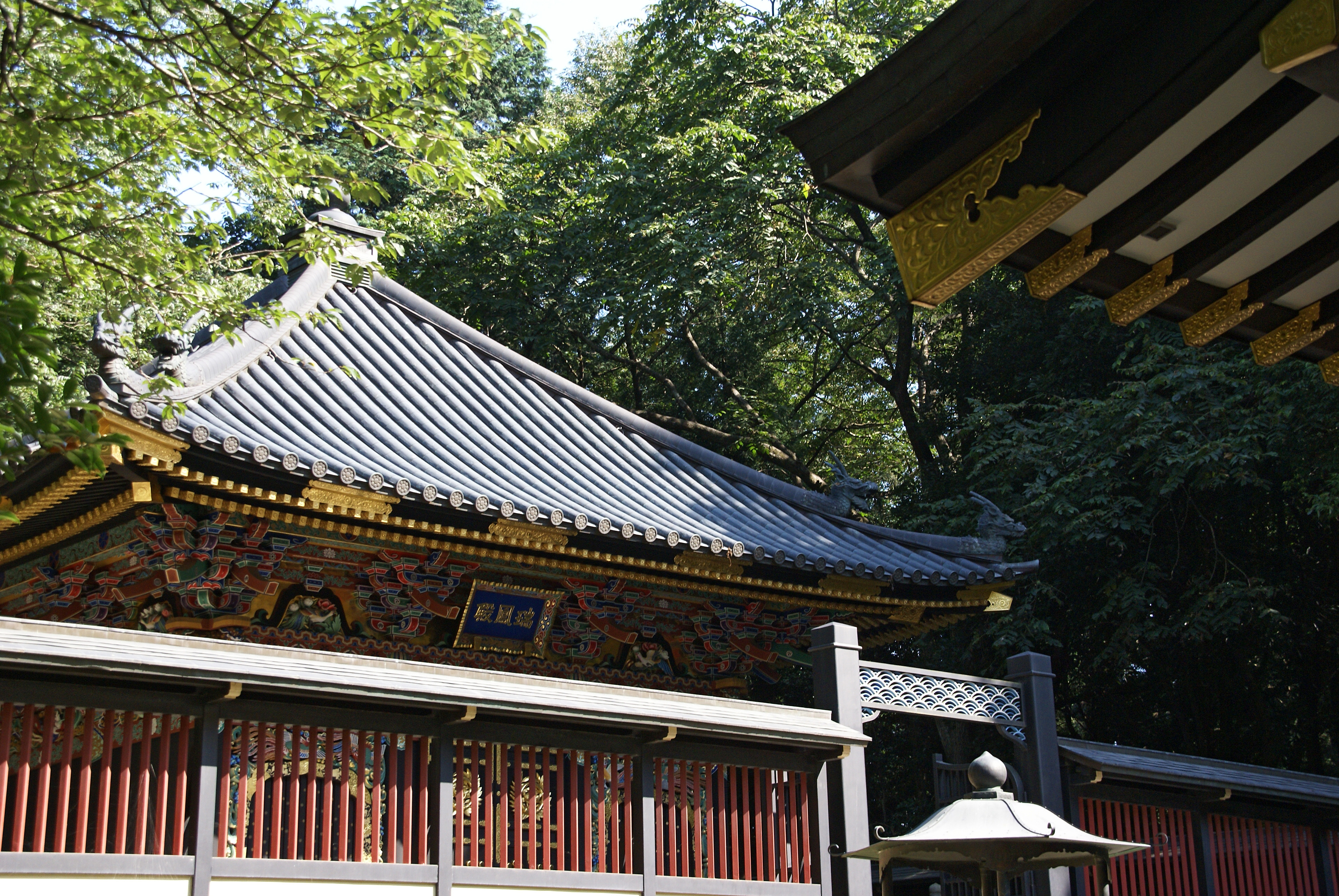
2001年の「瑞鳳殿」改修工事で復元された屋根の竜頭瓦（2007年8月）

- 1999年（平成11年）5月13日 - るーぷる仙台運行開始。「瑞鳳殿前」バス停設置。
- 2001年（平成13年） - 仙台開府400年記念事業の一環として「瑞鳳殿」改修工事を実施[19]。当年より、仙台七夕に合わせて「瑞鳳殿七夕ナイト」を開催[19]。
- 2011年（平成23年）7月 - 市が1700万円を支出して東北大学金属材料研究所が弔魂碑を修復[2]。

## 所在地と地名
瑞鳳殿の事務所の所在地は「宮城県仙台市青葉区霊屋下23-2」である。かつての住所は「仙台市越路瑞鳳寺前丁20番地」で、1966年（昭和41年）に住居表示の施行により「仙台市霊屋下」へ変わり、1989年（平成元年）に仙台市が政令市へ移行して現在の住所となった。「霊屋」（おたまや）とは瑞鳳殿のことであり、「霊屋下」は瑞鳳殿の麓を示すものであるが、瑞鳳殿を含む広瀬川に囲まれた一帯が霊屋下と呼ばれる。この地区の広瀬川には二つの橋が架かり、一つが評定河原橋、もう一つが霊屋橋である。霊屋下の東側には鹿落坂と呼ばれる歴史の古い坂道がある。

## アクセス
霊屋下から瑞鳳寺・天龍閣を経て階段を登る「表参道ルート」と、向山方面から東洋館を経て住宅地を通り抜ける「裏参道ルート」の2ルートが存在する。
路線バスを利用する場合の最寄停留所は「向山二丁目」である。

### 仙台市営バス・宮城交通
- 「向山二丁目」バス停下車。瑞鳳殿本殿まで徒歩6分（450m）。
- 「霊屋橋・瑞鳳殿入口」バス停下車。瑞鳳殿本殿まで徒歩12分（800m）。
- 運賃
  - 仙台市営バス：180円
  - 宮城交通バス：200円

### るーぷる仙台

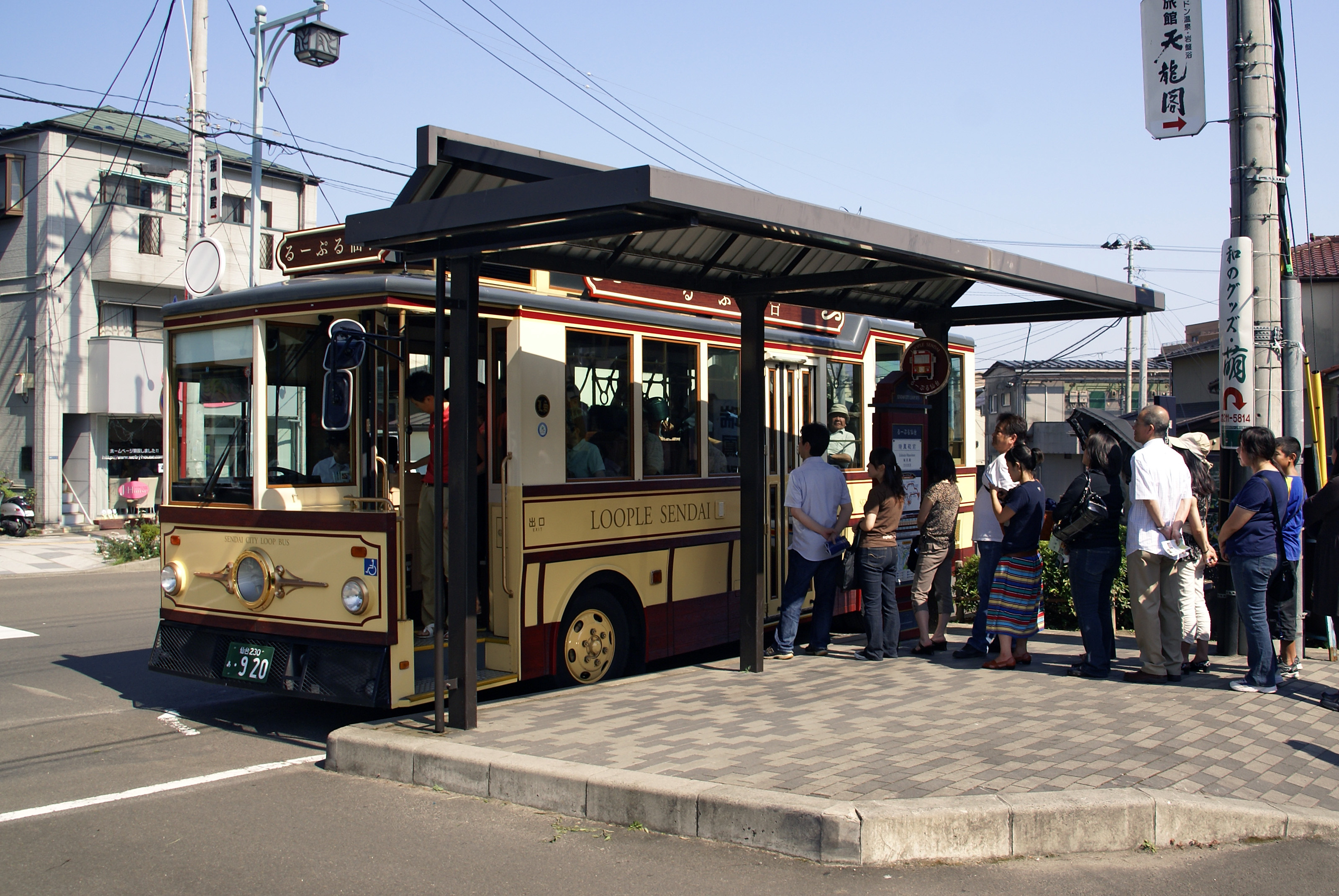
「瑞鳳殿前」バス停とるーぷる仙台（2007年8月）

- 「瑞鳳殿前」バス停（北緯38度15分13.3秒 東経140度52分1.4秒 / 北緯38.253694度 東経140.867056度）下車。瑞鳳殿本殿まで徒歩8分（500m）。
- 運賃：260円

### 無料駐車場
- 第1駐車場（北緯38度15分9.5秒 東経140度51分59.6秒 / 北緯38.252639度 東経140.866556度）：標高約30m。普通車28台、バス2台。
- 第2駐車場（北緯38度15分12.9秒 東経140度52分4.3秒 / 北緯38.253583度 東経140.867861度）：標高約23m。普通車約20台。繁忙日のみ開場。

自家用車を用いる場合は「裏参道ルート」には来客用駐車場がないため、「表参道ルート」を通ることになる。なお瑞鳳殿南口にはカーナビの設定方法や来客用駐車場への経路を記した看板が設置されている

## 観覧者数
公益法人の業務・財務に関する情報公開によって公表された近年の瑞鳳殿観覧者数は以下の通り。
|                  |                  | 2005年度  | 2006年度  | 2007年度  | 2008年度  | 2009年度  |
| ---------------- | ---------------- | --------- | --------- | --------- | --------- | --------- |
| 観覧者数（合計） | 観覧者数（合計） | 145,253人 | 155,875人 | 167,158人 | 189,795人 | 215,878人 |
| 内訳             | 大人             | 136,431人 | 145,194人 | 156,174人 | 176,527人 | 199,164人 |
| 内訳             | 高校生           | 1,590人   | 2,110人   | 2,107人   | 2,174人   | 2,802人   |
| 内訳             | 小中学生         | 7,232人   | 8,571人   | 8,877人   | 11,094人  | 13,912人  |